# Волжский пивоваренный завод
Волжский пивоваренный завод находится в г. Волжский Волгоградской области. Завод был построен в 1977 году совместно со специалистами ЧССР.

## История развития
Свою первую продукцию «Волжский пивоваренный завод» выпустил 27 декабря 1977 года — это было легендарное пиво «Жигулёвское».
В 1994 году в целях привлечения капитала завод реструктуризируется в открытое акционерное общество «Поволжье».
В 1999 году ОАО «Поволжье» вошло в состав международной компании SUN InBev (с марта 2004 года — как филиал ОАО «САН ИнБев» в г. Волжский).
В 2009 году «Волжский пивоваренный завод» стал победителем глобальной программы превосходного производства VPO.
В настоящее время годовая производственная мощность составляет 2,7 миллиона гектолитров, а склад готовой продукции является крупнейшим на юге России.

## Продукция
На данный момент завод производит несколько видов пива:
- «Волжанин» — впервые сварен в феврале 1994 года
- «Толстяк»
- «Клинское»
- «Сибирская корона»
- «Жигулёвское»
- «BagBier» («БагБир»)
- «Баг Бир Голд»
- «Т»
- «Лёвенброй»
- «Pozer BEER»

## Регионы распространения
- Россия
- Казахстан
- Грузия
- Абхазия
- Азербайджан
- Туркменистан
- Украина

## Руководство
- 1979—1985 годы — Анатолий Лещев;
- 1985—2001 годы — Петр Некрытый;
- 2004 год — Виктор Сухинов[2]
- 2007 год — исполнительный директор Игорь Гайдым
- 2022 год — Вадим Сотников
- 2023—н.в. — Ярослав Хорошилов